# Nicolão Villela
Pour les articles homonymes, voir Villela.
 (décembre 2018).
Nicolão Villela est un sculpteur portugais du XVIIIe siècle.

## Biographie
Vivant vers 1770, il assiste Machado (Joaquim) de Castro dans ses travaux.
Selon Cyrillo : « Beaucoup de sculpteurs contemporains, entre autres Antoine Machado, lui demandaient des modèles pour les statues qu'ils exécutaient ensuite en pierre, de sorte que beaucoup d'ouvrages qui sont nés de son imagination féconde passent sous d'autres noms; et, comme il était réduit aux minces rétributions que lui accordaient ces artistes, il a toujours vécu pauvre et est mort de même. ».